# Ternay (Fluss)
Der Ternay ist ein kleiner Fluss in Frankreich, der in der Region Auvergne-Rhône-Alpes verläuft. Er entspringt im westlichen Gemeindegebiet von Véranne, beim Col du Grattereau, an der Südostflanke des Mont Pilat, entwässert generell in südlicher Richtung durch den Regionalen Naturpark Pilat und mündet nach rund 15 Kilometern im Gemeindegebiet von Saint-Marcel-lès-Annonay als linker Nebenfluss in die Déôme. In seinem Verlauf berührt der Ternay die Départements Loire und Ardèche.

## Orte am Fluss
(Reihenfolge in Fließrichtung)
- Le Mantel, Gemeinde Véranne
- Colombier
- Saint-Julien-Molin-Molette
- Le Moulin du Roy, Gemeinde Saint-Marcel-lès-Annonay